# Lamban Sigatal
Lamban Sigatal is een bestuurslaag in het regentschap Sarolangun van de provincie Jambi, Indonesië. Lamban Sigatal telt 1176 inwoners (volkstelling 2010).